# Barsbāy
Al-Ashraf Sayf al-Dīn Barsbāy (in arabo الأشرف سيف الدين برسباي‎?; 1369 circa – Il Cairo, 7 giugno 1438) è stato un sultano egiziano di origine circassa.

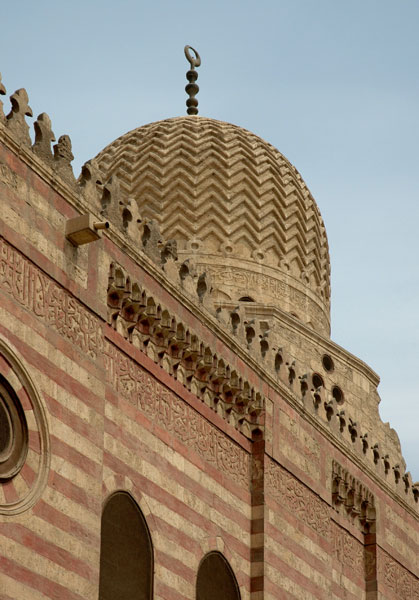
La facciata del mausoleo di Barsbāy (costruita nel 1431-1432).

Barsbāy fu il nono Sultano mamelucco della dinastia burji d'Egitto dal 1422 al 1437. Era d'origine circassa ed era stato in origine schiavo (mamlūk) del primo Sultano Burji, Barqūq. 
Fu responsabile di un gran numero di riforme amministrative dello Stato mamelucco e del suo consolidamento, riuscendo ad assicurare i diritti esclusivi dell'Egitto sul commercio nel mar Rosso tra Yemen ed Europa.
La sua attività nel mar Rosso portò anche alla definitiva distruzione nel 1426 di 'Aydhab, un tempo importante porto, entrato in declino già nel XIV secolo. 
Nel 1426-1427 riconquistò Cipro ma nel l'Egitto dovette poi patire una durissima carestia, accompagnata come consueto, dalla peste.
Il suo mausoleo, che include una madrasa e una khanqa, fu edificato nel Cimitero settentrionale del Cairo ed è sopravvissuto fino ai nostri giorni.